# Brychy
Brychy [ˈbrɨxɨ] est un village polonais de la gmina de Radziłów dans le powiat de Grajewo et dans la voïvodie de Podlachie. Il se situe à environ 7 kilomètres au sud-est de Radziłów, à 32 kilomètres au sud de Grajewo et à 55 kilomètres au nord-ouest de Białystok. 